# 2006年臺東縣縣長補選
2006年臺東縣縣長補選，為第15屆臺東縣縣長吳俊立於2005年12月20日就職當日遭停職後請辭所進行之選舉，於2006年4月1日投票、開票。共有4位候選人投入這次選舉，最後由吳俊立前妻、中國國民黨提名之鄺麗貞勝出。

## 背景
自中華民國接管臺灣以來，臺東縣便被視為國民黨的支持縣市。自2000年起局面產生改變。
早在1997年的縣市長選舉，臺東縣國民黨黨部便因無法擺平由當時的國民黨籍省議員徐慶元與當時的縣長陳建年競選而分裂，最後徐慶元脫黨參選，最後以些微差距落選。到了2001年縣市長選舉，在陳建年受限於法規無法競選的情況下，國民黨找不到足以與徐競爭的對象，僅能抬出當時的臺東縣議會縣議長吳俊立作為代表。在各種條件均略勝一籌的情況下，當時已加入親民黨的徐慶元輕鬆獲勝，順利當選縣長。此後，徐慶元以各種顯著的舉動，如任用民進黨籍的副縣長，甚至進一步退出親民黨，支持民進黨的候選人，並聲稱這是為臺東爭取更多資源而作出的改變，即「臺東優先，政黨放一邊」。2005年10月5日，徐表達不再於2005年縣長選舉參選連任，並以刊登報紙廣告的方式要求其支持者轉而支持身為民進黨黨員的無黨籍參選人劉櫂豪。
2005年選舉時，時任議長並擁有國民黨籍的吳俊立繼2001年後再度挑戰縣長職位，雖然當時的黨主席馬英九因吳涉及弊案最後撤回對他的政黨推薦，但一般認為他是國民黨的參選代表。而身為民進黨黨員的參選人劉櫂豪時為副縣長，由於他的參選當屬突然，以致於無法獲得民進黨推薦，僅能登記為無黨籍的身分參選。選戰中，吳涉及的案件被劉陣營一再提起，前任縣長徐慶元也不斷表達自己的立場。不過由於劉的起步過晚，且無徐慶元以外的有立人士支持，無論資源和準備都遠不及吳陣營，故除了在臺東市內較能引起迴響外，其他鄉鎮難以得到足夠的支持，因此在數次民調中，總落後吳許多。最後投票結果吳俊立以兩萬兩千多票的懸殊差距獲選為新任縣長。其中僅在人口最多的臺東市，吳獲得兩萬八千張選票，領先第二名的劉櫂豪約八千多張選票。而在其他十五個鄉鎮中，也都得到過半甚至三分之二以上的選票。

## 選前爭議
由於時任內政部長的蘇嘉全明言，如果吳被判刑，會依法將吳俊立停職。吳俊立在宣誓就職前一天，為了規避公務員三等親人事任用的規定，突然與妻子鄺麗貞帶著孩子到戶政所辦妥離婚手續，並預先宣布會下令把鄺麗貞任命為副縣長，以備停職後由鄺麗貞代理縣長職務。當時的行政院長謝長廷決定採從嚴處理，創下「就職即停職」的首例，換言之，吳俊立宣誓以後，吳俊立的縣長權限立即被凍結，以防鄺麗貞能代理縣長，於是行政院在就職當日，派原縣政府主任秘書賴順賢為代理縣長。而吳俊立在宣誓以後，立即宣布由鄺麗貞擔任副縣長，鬧出雙代理縣長爭議。
吳俊立說，前縣長徐慶元「之前打電話給賴順賢，要他代理縣長職務，後來行政院果然就指派賴順賢代理縣長。」並指出「有人告訴他十二月三日選舉後，劉櫂豪至少有七次出現在行政院與內政部，十九日宣誓就職前一天，劉櫂豪與太太還出現在行政院；廿日徐慶元與主持宣誓的原住民族委員會主任委員瓦歷斯·貝林搭同班飛機從臺北到臺東，而瓦歷斯·貝林是劉櫂豪競選總部榮譽主任委員，凡此種種可證明徐慶元、劉櫂豪介入停職、派代案。」而劉本人則說：「如果我有那麼大能耐，早就當選了，怎麼會落選呢？」
吳俊立認為，他涉及的案件是在議員任內，不是在縣長任內發生，在三審定讞前他是無罪的，過去至今也沒有與他相同情況被停職的案例，他認為內政部停他的職有爭議，提起行政訴願，他是首位縣市長因被停職提起行政訴願。最後吳俊立得知高等行政法院駁回他的行政訴願後，在翌年一月二十三日，請辭縣長職務。名義上任期有一個月零三天，實質上卻一天都不到，是臺灣地方自治史上，任期最短的縣市長。吳俊立說，打行政官司耗掉太多戰力，選民熱情、凝聚力逐漸消褪，因此決定辭職。
而當時的行政院長謝長廷指定的代理縣長賴順賢，則沒有偏重那一邊，人事布局也有尊重鄺麗貞的意見。

## 候選人及競選過程
是次補選，民進黨籍的劉櫂豪繼續以無黨籍參選，而民進黨則決定「重點支持」劉櫂豪，同時，民進黨籍的前臺東市長賴坤成亦以無黨籍參選。
國民黨方面，則支持吳俊立的「前妻」鄺麗貞參選，時任國民黨主席的馬英九並多次前往台東為其站台，打出「罪不及妻孥」的口號，引起輿論嘩然。
另外，無黨籍的羅法尼耀學海亦參與選戰。

## 選舉結果
補選之選民數178,426人，投票率百分之38.17%。
開票結果，鄺麗貞以六成餘的得票率當選縣長。
由於徐慶元參選時是親民黨籍，而吳俊立雖還是國民黨員，但得不到國民黨的提名，所以算是無黨籍，今次鄺麗貞當選，是國民黨重奪失去四年多的臺東縣長寶座。使國民黨的執政縣市增至十五個。
吳俊立與鄺麗貞亦是首對夫妻先後當選同屆縣市長。
| 2006年臺東縣縣長缺額補選結果 | 2006年臺東縣縣長缺額補選結果 | 2006年臺東縣縣長缺額補選結果 | 2006年臺東縣縣長缺額補選結果 | 2006年臺東縣縣長缺額補選結果 | 2006年臺東縣縣長缺額補選結果 | 2006年臺東縣縣長缺額補選結果 |
| 號次                         | 候選人                       | 政黨                         | 得票數                       | 得票率                       | 當選標記                     |                              |
| ---------------------------- | ---------------------------- | ---------------------------- | ---------------------------- | ---------------------------- | ---------------------------- | ---------------------------- |
| 1                            | 羅法尼耀學海                 | 無黨籍                       | 976                          | 1.43%                        |                              |                              |
| 2                            | 賴坤成                       | 無黨籍                       | 4,793                        | 7.03%                        |                              |                              |
| 3                            | 鄺麗貞                       | 中國國民黨                   | 42,578                       | 62.51%                       |                              |                              |
| 4                            | 劉櫂豪                       | 無黨籍                       | 19,228                       | 28.23%                       |                              |                              |
| 選舉人數                     | 選舉人數                     | 選舉人數                     | 178,426                      | 178,426                      | 178,426                      |                              |
| 投票數                       | 投票數                       | 投票數                       | 68,110                       | 68,110                       | 68,110                       |                              |
| 有效票                       | 有效票                       | 有效票                       | 67,575                       | 67,575                       | 67,575                       |                              |
| 無效票                       | 無效票                       | 無效票                       | 535                          | 535                          | 535                          |                              |
| 投票率                       | 投票率                       | 投票率                       | 38.17%                       | 38.17%                       | 38.17%                       |                              |